# Luciano Salce
Luciano Salce (Rome, 25 september 1922 – aldaar, 17 december 1989) was een Italiaans filmregisseur en acteur.

## Filmografie
- Il Federale (1961)
- Le pillole di Ercole (1962)
- La voglia matta (1962)
- La cuccagna (1962)
- Le ore dell'amore (1963)
- Alta infedeltà (1964)
- El Greco (1964)
- Slalom (1965)
- Oggi, domani, dopodomani (segment La moglie bionda) (1965)
- Le fate (1966)
- Come imparai ad amare le donne (1967)
- Ti ho sposato per allegria (1967)
- La pecora nera (1968)
- Colpo di stato (1969)
- Il Prof. Dott. Guido Tersilli, primario della clinica Villa Celeste, convenzionata con le mutue (1969)
- Il provinciale (1971)
- Basta guardarla (1972)
- Il sindacalista (1972)
- Io e lui (1973)
- Alla mia cara mamma nel giorno del suo compleanno (1974)
- Il domestico (1974)
- L'anatra all'arancia (1975)
- Fantozzi (1975)
- L'affittacamere (1976)
- Il secondo tragico Fantozzi (1976)
- La presidentessa (1977)
- Il... Belpaese (1977)
- Dove vai in vacanza? (1978)
- Professor Kranz tedesco di Germania (1978)
- Riavanti... marsch! (1979)
- Rag. Arturo De Fanti, bancario-precario (1980)
- Vieni avanti cretino (1982)
- Vediamoci chiaro (1984)
- Quelli del casco (1988)

- Biblioteca Nacional de España: XX1326505
- Bibliothèque nationale de France: cb14043311r (data)
- Gemeinsame Normdatei: 124238556
- International Standard Name Identifier: 0000 0000 5939 5191
- Library of Congress Control Number: no2002095835
- MusicBrainz: f4f66b54-0390-4827-b51f-7c961e264318
- Nationale Bibliotheek van Tsjechië: pna2007370784
- Nationale Bibliotheek van Israël: 987007409224605171
- Nederlandse Thesaurus van Auteursnamen: 401016331
- Réseau des bibliothèques de Suisse occidentale: 02-A005633302
- Istituto Centrale per il Catalogo Unico: RAVV002083
- Système universitaire de documentation: 081812043
- Virtual International Authority File: 71594336
- WorldCat: E39PBJyxfbPphXCKfv6fHcpF8C